# Бонасај (Сасари)
Бонасај је насеље у Италији у округу Сасари, региону Сардинија.
Према процени из 2011. у насељу је живело 21 становника. Насеље се налази на надморској висини од 42 м.